# Autoroute A1 (Bulgarie)
Pour les articles homonymes, voir Autoroute A1.
L’autoroute Trakia (en bulgare : Aвтомагистрала Тракия, sigle A1), une autoroute en Bulgarie qui commence à Sofia et se termine à Burgas.

## Tracé
L'autoroute A1, orientée  Ouest-Est, relie la capitale Sofia, la ville de Plovdiv et la ville de Burgas, sur la côte de la mer Noire. L'autoroute doit son nom à la région historique de Thrace.
La longueur totale de l'autoroute Trakia est de 360 km et le dernier tronçon a été ouvert le 15 juillet 2013  après 40 ans de construction,.
L'autoroute Trakia est reliée au périphérique de Sofia à son extrémité occidentale, permettant un accès rapide à l'autoroute Hemus (A2) et à l'autoroute Struma (A3) via l'autoroute de contournement nord de Sofia.
À son extrémité orientale, à proximité de Burgas, l'autoroute Trakia fusionnera avec la future autoroute Cherno More (A5), offrant un accès rapide du sud à la ville de Varna et aux stations balnéaires de la mer Noire.
L'autoroute Maritsa (A4) bifurque à l'échangeur d'Orizovo au kilomètre 169 pour relier l'autoroute Trakia au poste frontière de Kapitan Andreevo de la frontière entre la Bulgarie et la Turquie.
L'échangeur est situé entre Plovdiv et Chirpan, à environ 5 km au nord de Parvomaï.

## Galerie

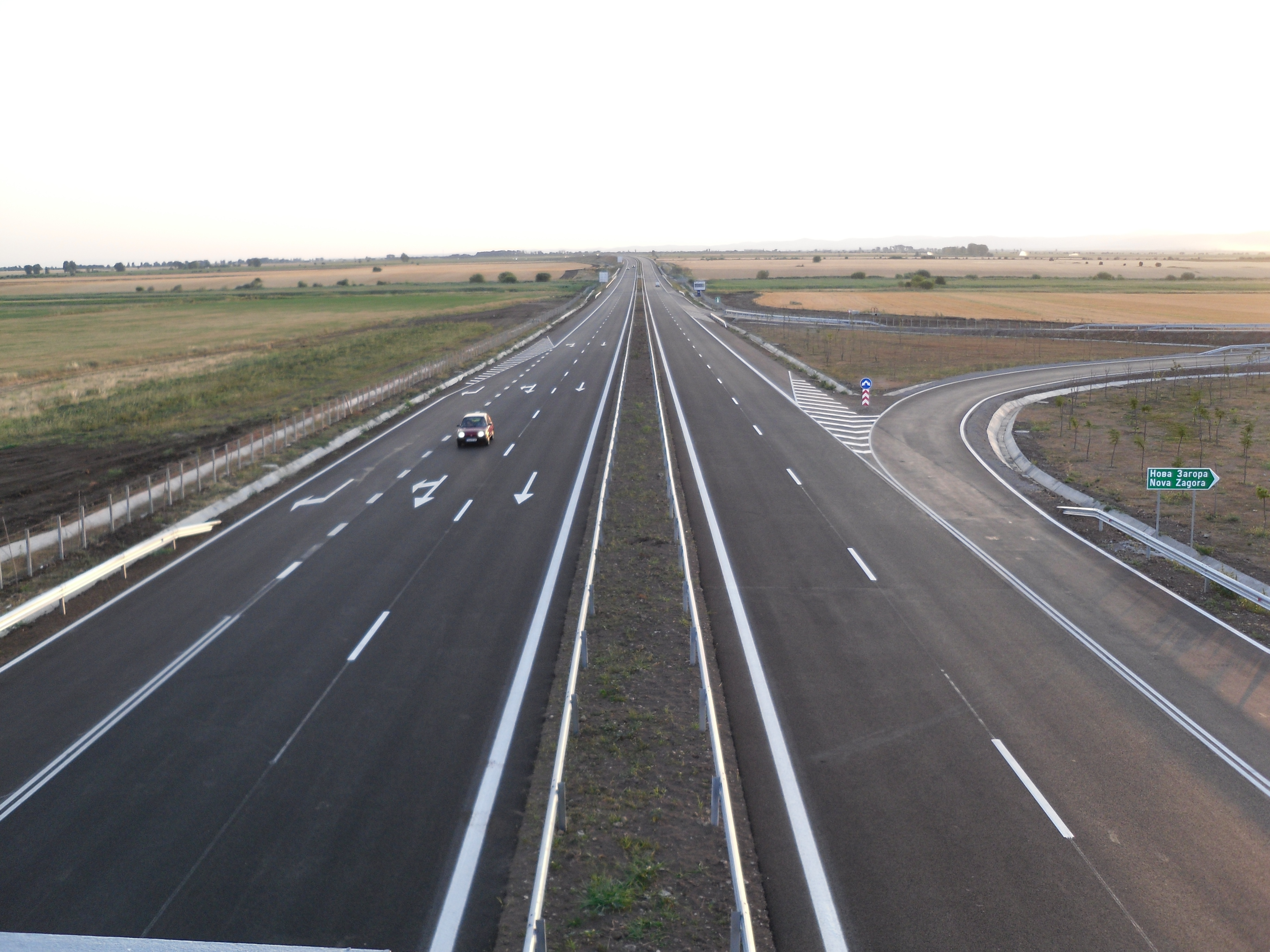
L'autoroute Trakia près de Nova Zagora
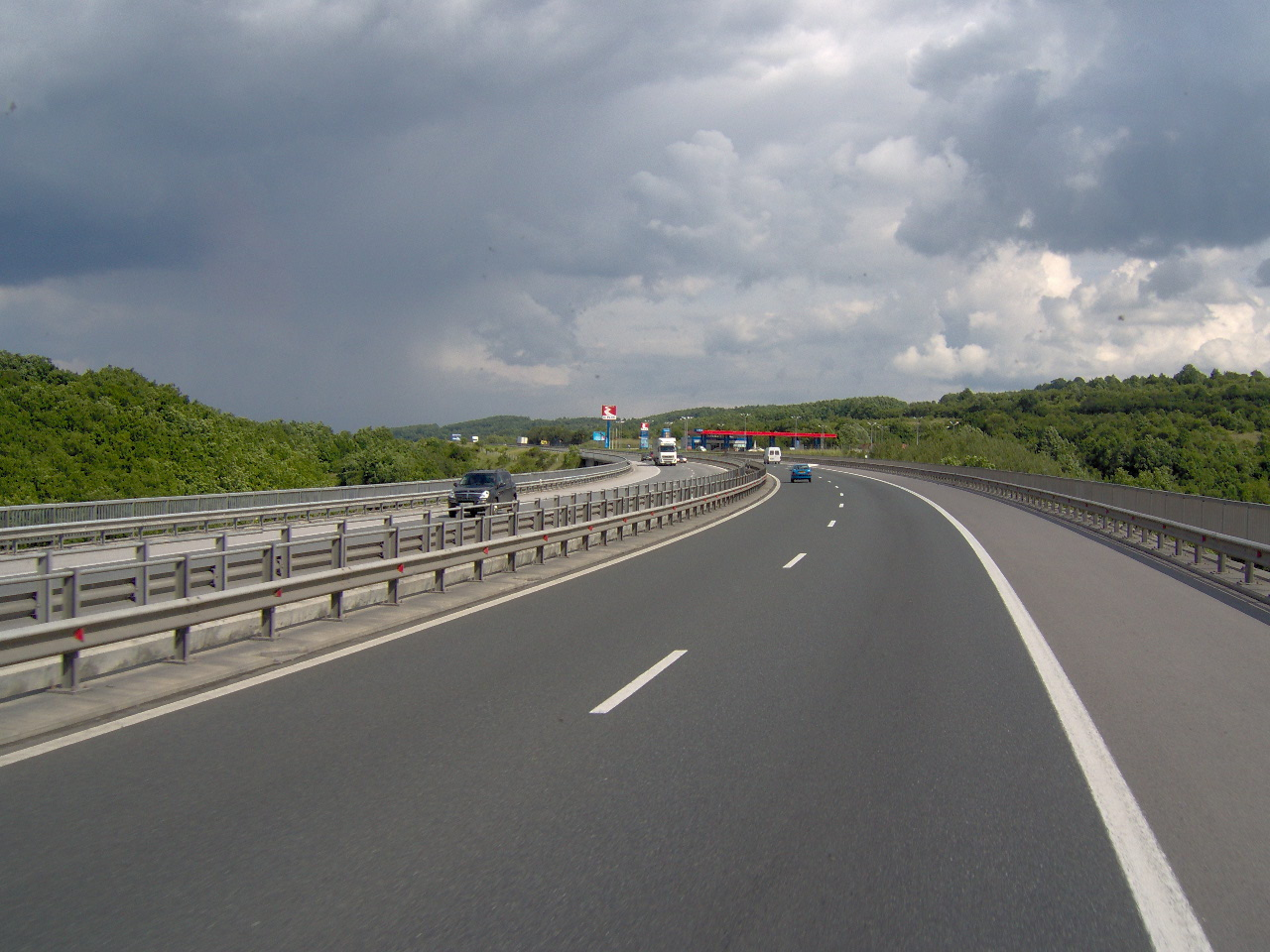
L'autoroute Trakia près du village de Vakarel
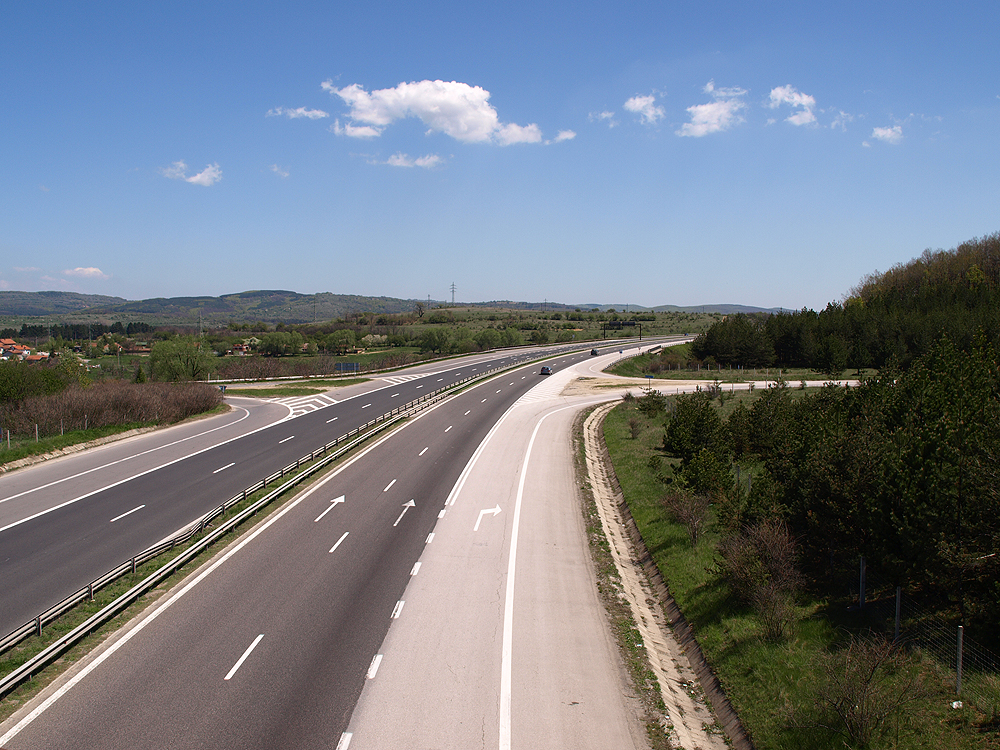
L'autorouteTrakia à la jonction  Vakarel-Panagyurishte.
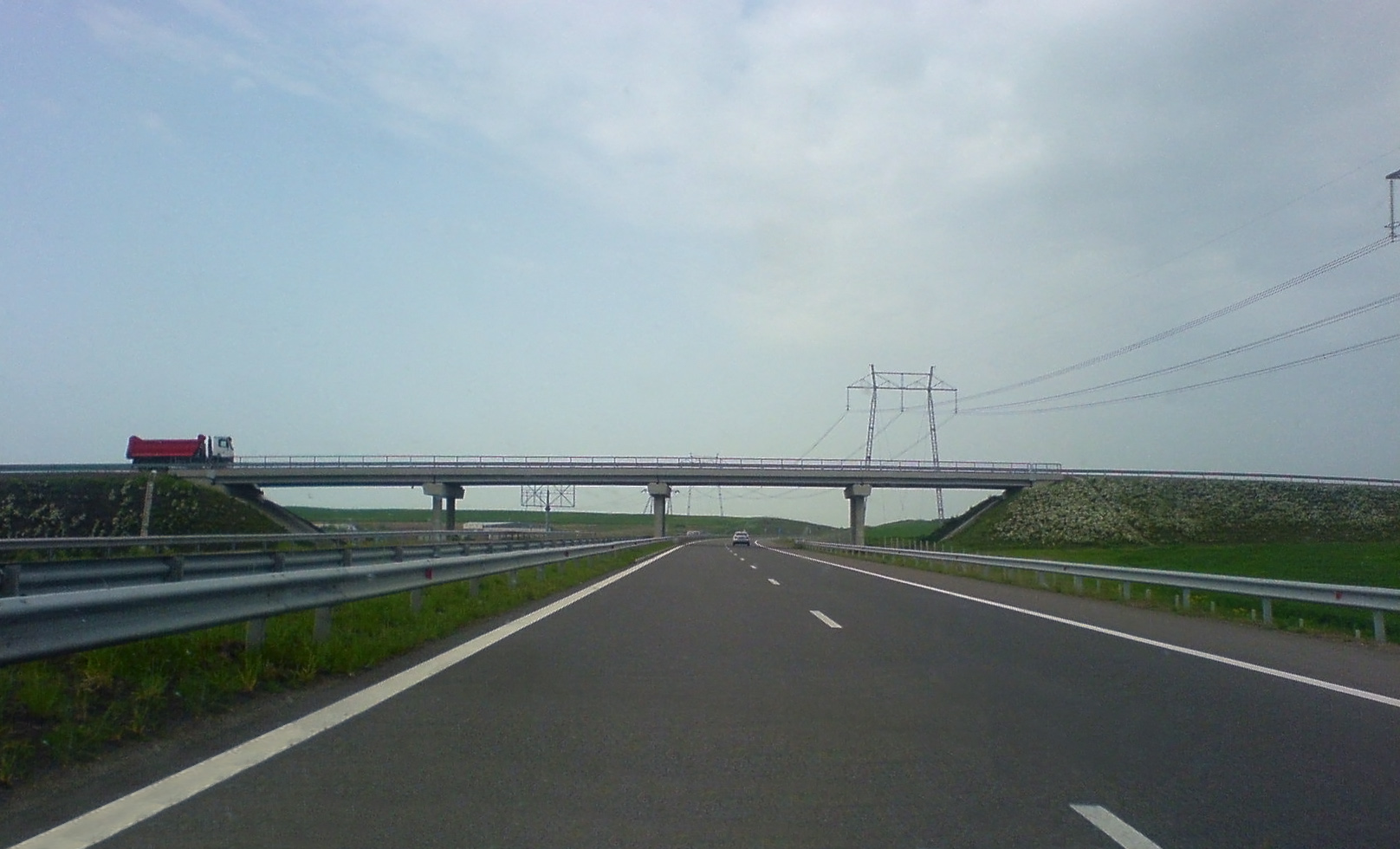
L'autoroute Trakia près de Burgas